# Lichtenhain (Jena)
Lichtenhain ist ein Stadtteil von Jena in Thüringen mit 1087 Einwohnern (30. Juni 2014) auf einer Fläche von 2,12 km².

## Geografie
Lichtenhain liegt in einem kleinen westlichen Seitental der Saale, etwa zwei Kilometer südwestlich des Stadtzentrums. Es grenzt im Osten unmittelbar an den Stadtteil Jena-Süd, während das Gelände zu den übrigen Seiten steil zur Muschelkalk-Formation der Ilm-Saale-Platte ansteigt. Südlich liegt die Lichtenhainer Höhe (321 Meter), dahinter die Stadtteile Ammerbach und Winzerla. Das Ortszentrum selbst erstreckt sich entlang der Mühlenstraße oberhalb der Carl-Zeiss-Promenade und der Lützowstraße in etwa 200 Metern Höhe.
Etwa 20 % der Einwohner sind Ausländer, größtenteils Studierende der Friedrich-Schiller-Universität Jena, die in den Wohnheimen am Herrenberg oberhalb von Lichtenhain untergebracht sind.

## Geschichte

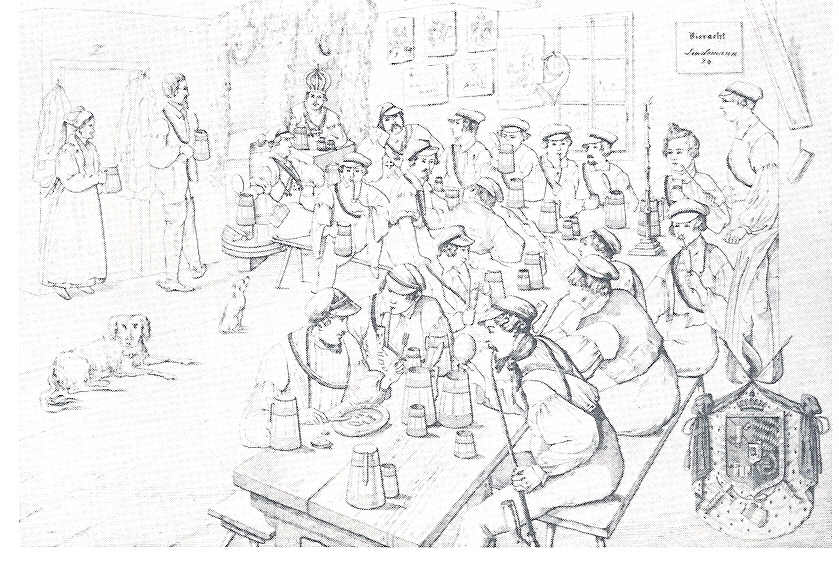
Bier trinkende Verbindungsstudenten in Lichtenhain, Zeichnung um 1840

Lichtenhain wurde 1196 oder 1223 erstmals urkundlich erwähnt. Diese Erwähnungen stehen im Zusammenhang mit dem im Ort ansässigen Adelsgeschlecht derer von Lichtenhain, die ihren Stammsitz 1501 nach Schöngleina verlagerten. Später gehörte Lichtenhain als Exklave zum Herzogtum Sachsen-Meiningen, während Jena und das Umland Teil des Großherzogtums Sachsen-Weimar-Eisenach waren. Im Herzogtum gehörte es zum Landkreis Saalfeld, bis es 1913 von Sachsen-Meiningen nach Sachsen-Weimar-Eisenach wechselte (im Tausch gegen einige Gebiete bei Kranichfeld) und in die Stadt Jena eingemeindet wurde. In der ersten Hälfte des 20. Jahrhunderts entstanden auf dem Gebiet zwischen dem Westbahnhof und Lichtenhain große Werksanlagen des Carl-Zeiss-Konzerns entlang der Carl-Zeiss-Promenade. Noch im 19. Jahrhundert war das Dorf ländlich geprägt und für sein Bier bekannt. Darüber hinaus bezeichnete es Meyers Konversations-Lexikon 1908 als einen der Hauptvergnügungsorte der Jenaer Studenten. Beispielsweise war es ein Bierherzogtum und damit Austragungsort eines karnevalistisch-studentischen Trinkspiels. In den Richtungskämpfen in den frühen Jahren der Urburschenschaft traten die nach ihrem Lokal benannten Lichtenhainer für die Ideale des landsmannschaftlichen Studententums ein und standen den Altdeutschen und den Bestrebungen der Reformrichtung feindselig gegenüber.

## Kultur und Sehenswürdigkeiten
Das bedeutendste Baudenkmal Lichtenhains ist die evangelische Pfarrkirche St. Nikolaus. Die Wehrkirche entstand Anfang des 15. Jahrhunderts unter der Einbeziehung eines romanischen Vorgängerbaus. Bedeutend ist ein Wandbildzyklus auf der Außenwand der Kirche mit ursprünglich 118 biblischen Szenen aus der Zeit um 1420. Im Ort entstand die Biersorte Lichtenhainer. Quellen und Brunnen werden gepflegt und zu Ostern geschmückt. 

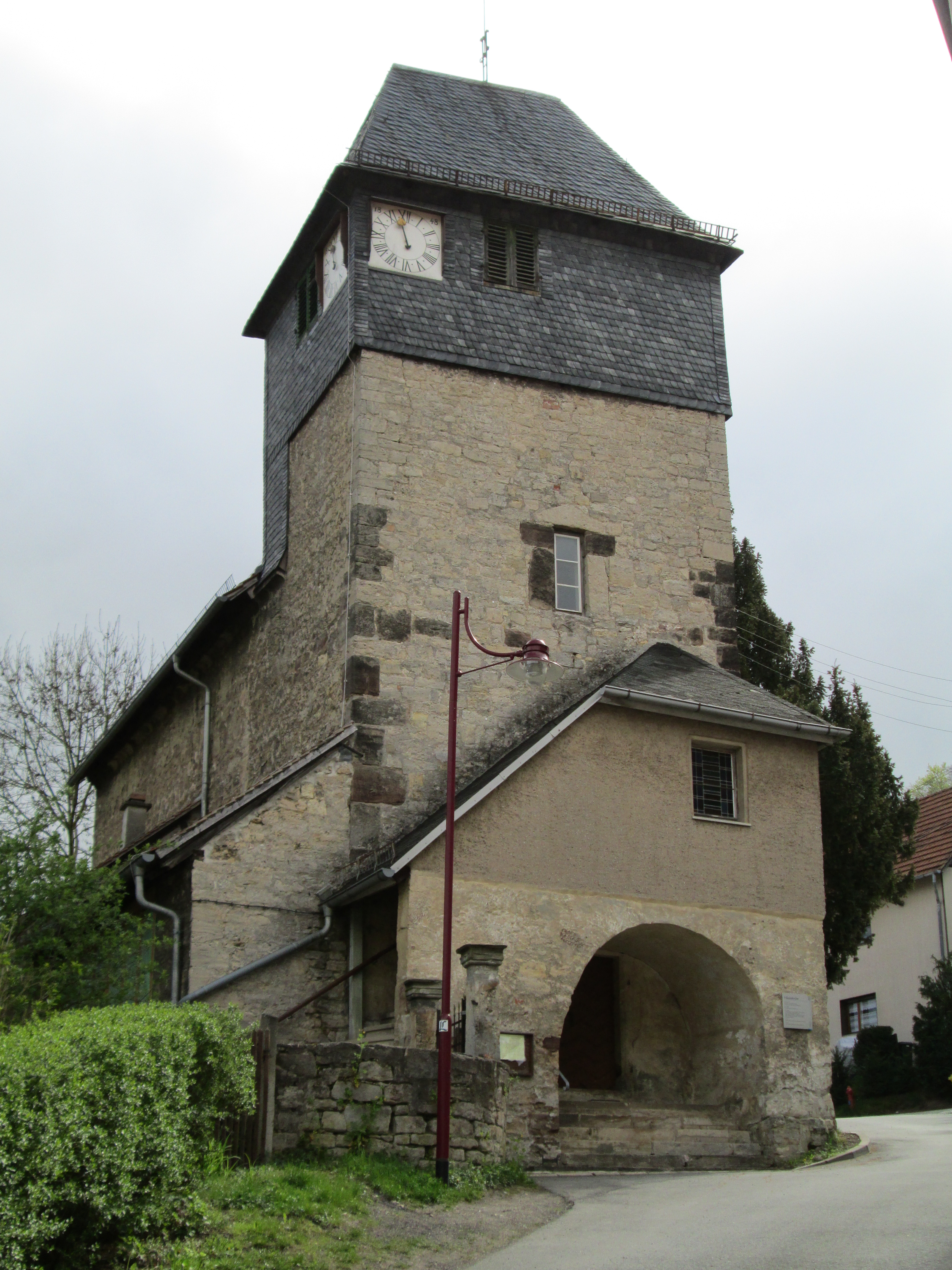
Wehrkirche St. Nikolai
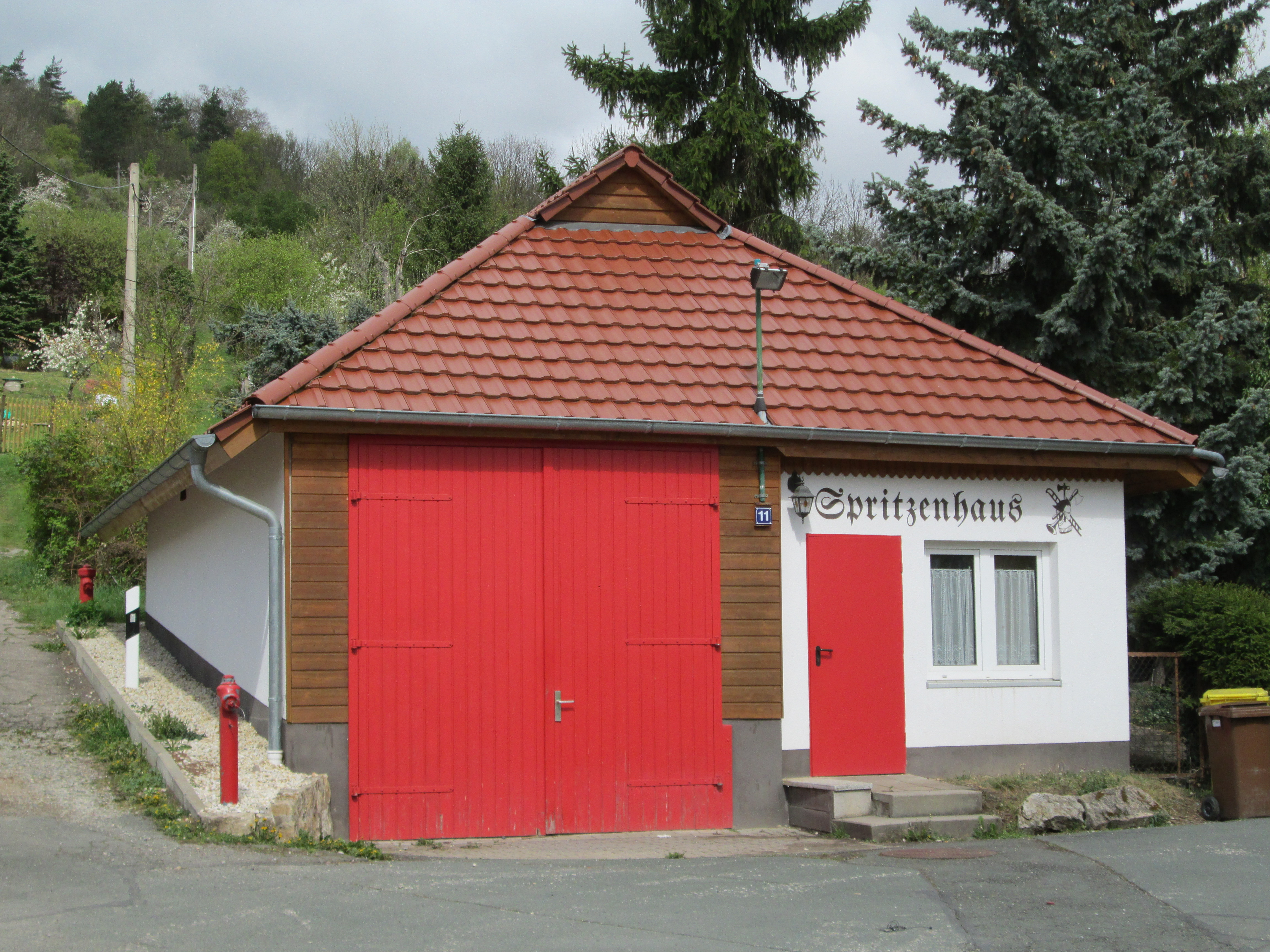
Altes Spritzenhaus
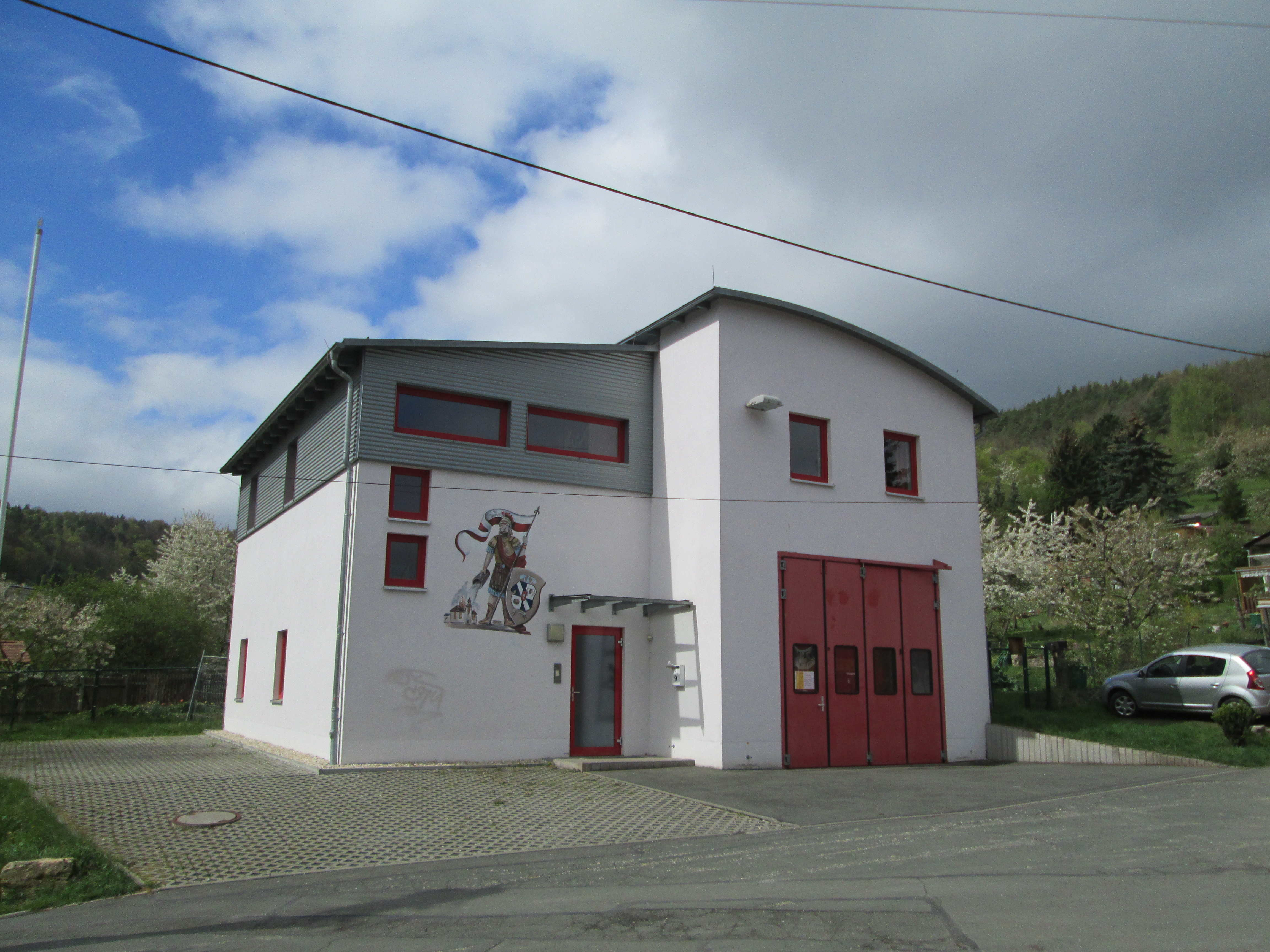
Neues Feuerwehrhaus
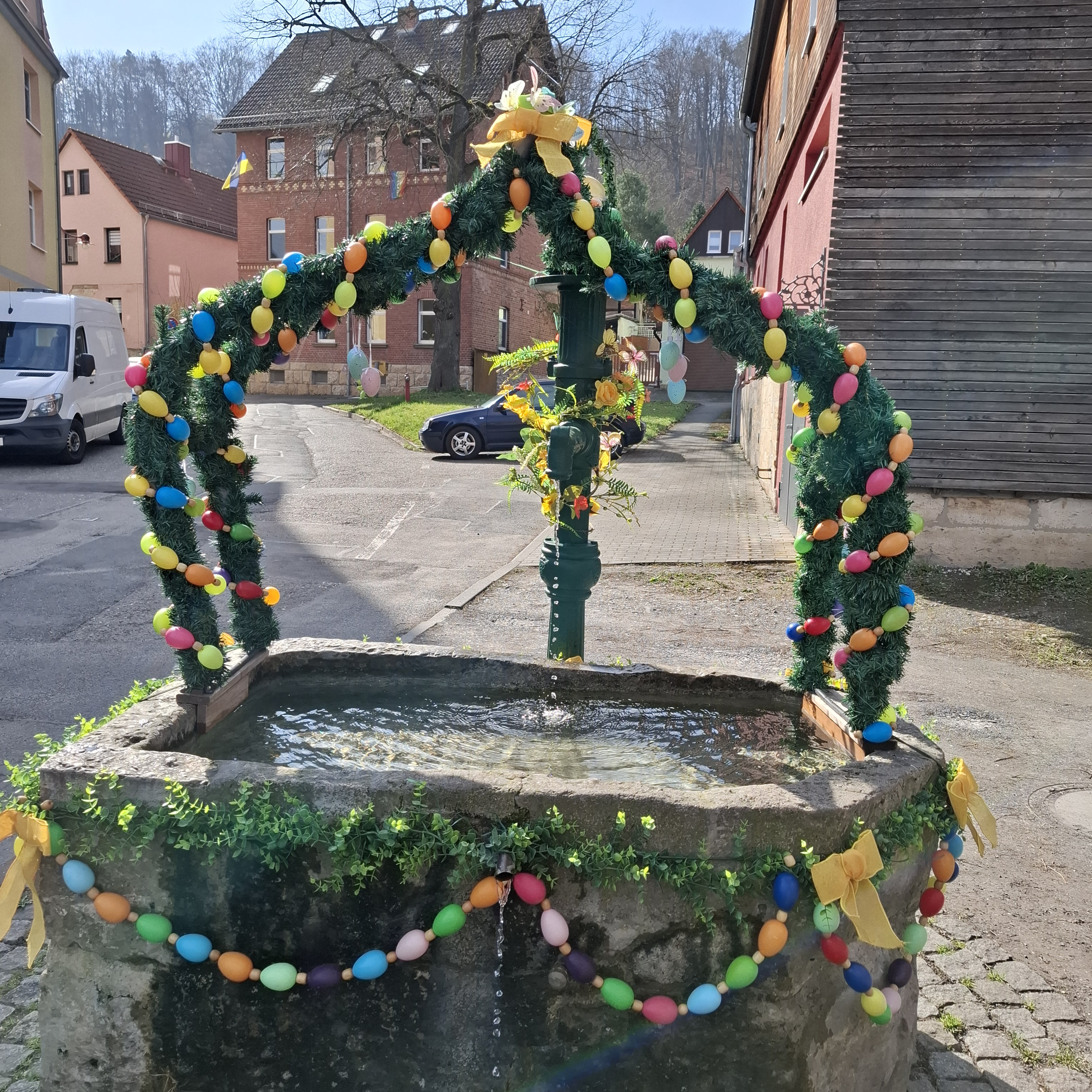
dekorierter Osterbrunnen

## Persönlichkeiten
- Moritz Christoph von Heßler (1643–1702), Obersteuereinnehmer, Besitzer des Rittergutes Lichtenhain
- Helmut Patzer (1919–2009), Medizinprofessor, geboren in Lichtenhain